# 19495 Terentyeva
19495 Terentyeva è un asteroide della fascia principale. Scoperto nel 1998, presenta un'orbita caratterizzata da un semiasse maggiore pari a 2,5495304 UA e da un'eccentricità di 0,0710263, inclinata di 15,93168° rispetto all'eclittica.